# Conchagüita
Conchagüita is een stratovulkaan en vulkaaneiland in de Golf van Fonseca in het departement La Unión in El Salvador. De berg is ongeveer 505 meter hoog.
Ten noordwesten ligt de vulkaan Conchagua en ten noordoosten de vulkaan El Tigre.